# Сабејци
Сабајци или сабејци су били древни народ Јужне Арабије. Говорили су сабајским језиком, једним од старих језика Јужне Арабије. Основали су краљевство Саба, што је библијска земља Шеба и „најстарије и најважније од краљевстава Јужне Арабије“.
Датум оснивања Сабаʾ је тачка неслагања међу учењацима. Кенет Кичен датира краљевство између 1200 пре нове ере и 275 нове ере, а главни град је Мариб .  С друге стране, Израел Финкелстин и Нил Ашер Силбрмен пишу да је "Сабајско краљевство почело процветати тек од осмог века пре нове ере па надаље" и да је прича о Соломону и краљици Саба "анахроно дело из седмог века".  Краљевина је пала након дугог, али спорадичног грађанског рата између неколико јеменских династија, које су захтевале краљевство;   из тога је Химјарско краљевство настало као победник. 
Сабе се спомињу неколико пута у Танаху. У Курану,  као Саба  , или као Туба  
У Библији се на неколико места помињу људи високог раста, ратоборни (4. Мојс 13:28–33), Сабејци (Исаија 28:2,7, 45:14). 

## Историја
Порекло Сабејског краљевства је неизвесно. Кенет Кичен датира краљевство на око 1200. године пре нове ере, док Израел Финкелштајн и Нил Ашер Силберман пишу да је „сабејско краљевство почело да цвета тек од осмог века пре нове ере“. Првобитно, Сабејци су били један од шабова (сабејски 𐩦𐩲𐩨𐩪), „заједница“, на ивици пустиње Сајхад. Врло рано, почетком 1. миленијума пре нове ере, политичке вође (сабејски: 𐩱𐩣𐩡𐩫, романизовано: ʾmlk) ове племенске заједнице успеле су да створе огромну заједницу која је заузела већи део територије Јужне Арабије и узела сабејски назив 𐩣𐩫𐩧𐩨 𐩪𐩨𐩱, романизовано: mkrb sbʾ, „Мукариб од Сабејаца“.
Неколико фактора је изазвало значајан пад сабејске државе и цивилизације до краја 1. миленијума пре нове ере. Сабу су освојили Химјарити у првом веку пне; али након распада прве химјаритске државе краљева Сабе и Ду Рајдана, Средњесабејско краљевство се поново појавило почетком другог века. Треба имати на уму да се Средњесабејско краљевство разликовало од древног Сабејског краљевства по многим важним аспектима. Сабејско краљевство су коначно освојили Химјари крајем 3. века, и у то време главни град је био Мариб. Оно се налазило дуж пустињске траке коју су средњовековни арапски географи називали Сајхад, а која се сада зове Рамлат ал-Сабатејн.
Сабејци су користили сопствени древни семитски језик, сабејски или химјаритски, на чему се заснива етиопски. Сваки од ових народа имао је регионална краљевства у старом Јемену, са Минејцима у Вади ал-Џавфу на северу, Сабејцима на југозападном врху, који се протеже од висоравни до мора; Катабанцима источно од њих, а Харамитима источно од њих. Сабејци су, као и друга јеменска краљевства из истог периода, били укључени у изузетно уносну трговину зачинима, посебно тамјаном и смирном. За собом су оставили многе натписе у монументалном древном јужноарапском писму или Муснад, као и бројне документе у сродном курзивном забурском писму.

## Религијске праксе
Муслимански писац Мухамед Шукри ал-Алуси упоређује њихове верске праксе са исламом у свом делу Булуг ал-Араб фи Ахвал ал-Араб:
Арапи су током предисламског периода практиковали извесне обреде које су били укључени у исламски шеријат. Они, на пример, нису венчавали мајку и њену ћерку. Сматрали су да је жениба две сестре истовремено најгнуснији злочин. Такође су осуђивали сваког ко се оженио његовом маћехом и називали га дејзан. Они су спроводили велики хаџ и мање умру ходочашће Ћаби, вршили обилажење око Кабског тавафа, трчали седам пута између брда Сафа и Марва, бацали камење и прали се након сексуалног односа. Такође су испирали грло, шмркали воду у нос, секли нокте, уклањали све стидне длаке и вршили ритуално обрезивање. Исто тако, одсецали су десну руку лопову и каменовали прељубнике.
Према јересиографијама Шахрастајна, Сабејци прихватају чулни и појмљиви свет, али не следе верске законе, већ своје обожавање усредсређују на духовне ентитете.

## Помиње у верским текстовима

### Бахајски записи
Сабејци се много пута помињу у Бахајским списима као регионални народ и по њиховој верској пракси. Та религија се убраја међу праве Божје религије као рани део историјског процеса прогресивног откривења где Бог води човечанство тако што током времена шаље Божанске учитеље да поучавају људе о Божјој религији. Они су такође поменути у Абдул-Баха књизи Тајне божанске цивилизације као они народи који су вероватно допринели темељима научне логике.

### Библија
Сабејци се помињу у библијским књигама Постања, 1. Краљевима (што укључује извештај о Соломону и краљици од Сабе), Исаији, Јоилу, Језекиљу и Јову. Потоња помиње Сабејце да су поморили Јовову стоку и слуге. У Исаији су описани као људи „високог стаса“.

### Куран
Име Саба се у Курану помиње два пута, у 27. и 34. сурама, при чему је потоња названа по том подручју. Прва се односи на подручје у контексту Соломона и краљице од Сабе, док се друга односи на Сајл ал-Арим (поплаву бране), у којој је историјска брана уништена поплавом. Што се тиче фразе Qawm Tubba („Народ Туба“), која се појављује у 44. и 50. поглављу, Туба је била титула за краљеве Сабе, као и за Химјарете.